# Mélanie de Jesus dos Santos
Mélanie Johanna de Jesus dos Santos (Schœlcher, 5 de març de 2000) és una gimnasta artística francesa. És la campiona d'Europa del 2019, campiona d'Europa dues vegades a terra (2018 i 2019) i campiona d'Europa del 2021 a la barra d'equilibri. També és la medalla de plata europea 2018 amb l'equip francès, la medalla de plata europea 2019 a la barra d'equilibri, medalla de bronze de 2023 amb l'equip francès i medalla de bronze europea 2017 en l'exercici complet. Va representar França als Jocs Olímpics d'estiu de 2020 on va quedar sisena amb l'equip i a les barres asimètriques i onzena en l'exercici complet. És la campiona francesa del 2017, 2018 i 2019, i va guanyar el Premi Longines a l'Elegancia el 2019.

## Vida personal
De Jesus dos Santos va néixer a Schœlcher, Martinica. El seu pare és portuguès i la seva mare és martinicana. Té dues germanastres que viuen a Portugal amb el seu pare. Va començar la gimnàstica als cinc anys en un club de La Trinité. Es va traslladar a Saint-Etienne a la França continental el 2013 per unir-se a la selecció francesa i entrenar amb Eric i Monique Hagard. Parla francès, anglès i crioll martinicà.

## Carrera júnior
Al Campionat de França de 2015, de Jesus dos Santos va quedar segona en la classificació general darrere de Lorette Charpy. També va acabar cinquena en les barres asimètriques i l'exercici de terra. Va ajudar a l'equip francès a acabar quart al FIT Challenge 2015, i també va quedar quarta en l'exercici complet. Durant la ronda de classificació del Festival Olímpic Europeu de la Joventut de 2015, es va trencar el LEA mentre realitzava una doble salt Yurchenko. A causa de la lesió, no va poder competir durant diversos mesos.

## Carrera sènior

### 2016
De Jesus dos Santos es va convertir en la campiona de l'exercici complet francès, superant la vigent campiona Marine Boyer per 1.400 punts amb una puntuació total de 55.450. També va guanyar una medalla de plata a la barra d'equilibri. Després va guanyar la medalla de plata a les barres asimètriques a la Copa del món Challenge de París. Al Campionat del Món de 2017 a Mont-real, va acabar cinquena en l'exercici complet. Després del Campionat del Món, va competir a l'Élite Gym Massilia on va guanyar medalles d'or amb l'equip i en les barres asimètriques. També va guanyar la medalla de plata en l'exercici complet darrere d'Angelina Simakova i es va col·locar quarta en l'exercici de terra. La seva última competició de la temporada va ser la Toyota International on va guanyar la medalla d'or de les barres asimètriques i la medalla de plata de la barra d'equilibri darrere de Sanne Wevers.

### 2017
Al març, de Jesus dos Santos va competir a la Copa americana, on va guanyar la medalla de bronze darrere de Ragan Smith i Asuka Teramoto. Es va convertir en la segona gimnasta francesa a guanyar una medalla a la Copa Americana després que Elvire Teza guanyés la medalla d'or el 1997. Després va competir al Trofeu Ciutat de Jesolo on va quedar quarta amb l'equip i a la barra d'equilibri, vuitena a les barres asimètriques i novena a l'exercici complet.
Al Campionat d'Europa de 2017 a Cluj-Napoca, Romania, de Jesus dos Santos es va classificar per a dues finals: exercici complet i barres asimètriques. Va acabar tercera en l'exercici complet darrere d'Ellie Downie de Gran Bretanya i Zsófia Kovács d'Hongria. Va ser la primera gimnasta francesa a guanyar una medalla al Campionat d'Europa des de Marine Debauve el 2005.
De Jesus dos Santos va tornar a la competició el juny al Campionat Nacional de França a Mulhouse, col·locant-se quarta en l'exercici complet, barra d'equilibri i terra. No va ser seleccionada per a l'equip olímpic de França 2016. Al juliol, va ajudar França a guanyar una enfrontament doble contra Romania i va guanyar la medalla d'or a l'exercici complet. Al Memorial Joaquim Blume al novembre, va guanyar la medalla de plata en la prova general darrere de la belga Nina Derwael. Va acabar la seva temporada a l'Élite Gym Massilia on va guanyar la medalla d'or de la barra d'equilibri, la medalla de plata per equips i la medalla de bronze, i va quedar quarta a les barres asimètriques.

### 2018

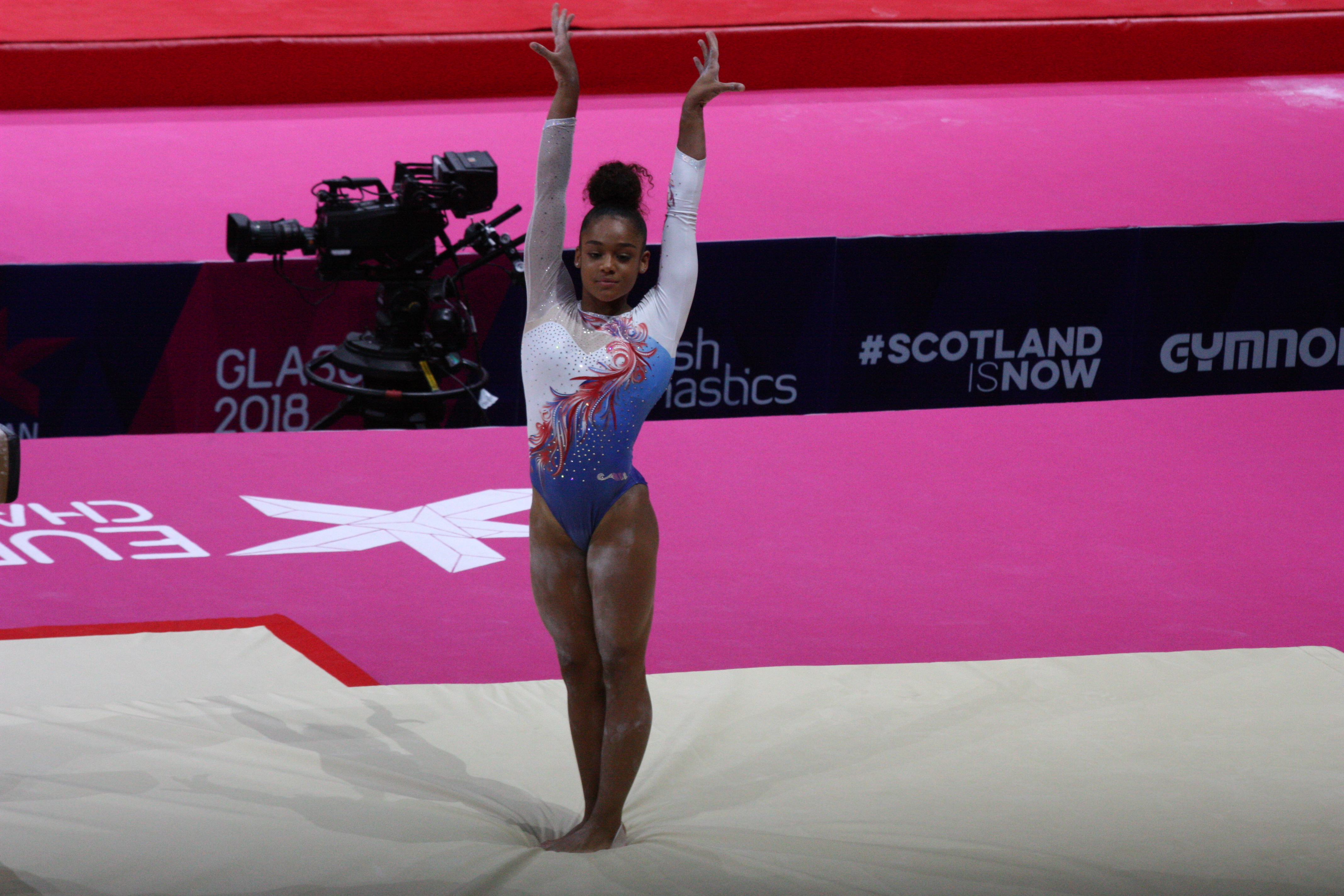
de Jesus dos Santos al Campionat d'Europa de 2018

A la Copa del Món de Doha, de Jesus dos Santos va guanyar la medalla de bronze a les barres asimètriques i la medalla d'or a la barra d'equilibri. Després va guanyar la medalla de bronze en l'exercici complet a la Copa del Món de Tòquio darrere de Mai Murakami i Trinity Thomas. Al maig, va defensar el seu títol a l'exercici complet al Campionat de França i també va guanyar medalles d'or a les barres asimètriques i a l'exercici de terra. També va guanyar la medalla d'or a la Sainté Gym Cup i va ajudar França a guanyar Alemanya i Suïssa.
A l'agost, de Jesus dos Santos va competir al Campionat d'Europa de Glasgow al costat de Juliette Bossu, Lorette Charpy, Marine Boyer, Coline Devillard, i van acabar primeres a la ronda de classificació. La selecció francesa va guanyar la medalla de plata a la final per equips, per darrere de Rússia. De Jesus dos Santos es va classificar per a dues finals d'aparells, acabant en sisena posició a la barra d'equilibri i guanyant l'or a l'exercici de terra. Es va convertir en la tercera gimnasta francesa a guanyar el títol a l'exercicis de terra als Campionats d'Europa després de Ludivine Furnon el 2000 i Isabelle Séverino el 2005.
A la Copa Mundial Challenge de París, de Jesus dos Santos va guanyar la medalla d'or a l'exercici de terra. Va ser seleccionada per competir al Campionat del Món al costat de Juliette Bossu, Lorette Charpy, Marine Boyer i Louise Vanhille. L'equip es va classificar per a la final per equips per primera vegada en una competició internacional important des dels Jocs Olímpics de 2008. Finalment, l'equip va acabar cinquè a la final per equips, el seu millor resultat al Campionat Mundial de Gimnàstica Artística des de 1997. Individualment, de Jesus dos Santos es va classificar per a les finals d'exercicis complet i de terra i va acabar sisena en ambdues. Després del Campionat del Món, va competir a la Copa Suïssa en un equip mixt amb Julien Gobaux, i van acabar novens.

### 2019
De Jesus dos Santos va competir a l'EnBW DTB-Pokal Team Challenge a Stuttgart, on França va quedar quarta a la final per equips. Va ser seleccionada per competir al Campionat d'Europa al costat de Marine Boyer, Lorette Charpy i Coline Devillard. Va guanyar la medalla d'or general per davant de la campiona d'Europa del 2017 Elissa Downie. A les finals d'aparells, va defensar amb èxit el seu títol a l'exercicis de terra, va guanyar la plata a la barra d'equilibri darrere d'Alice Kinsella de la Gran Bretanya i va acabar setena en barres asimètriques. Això la va convertir en la gimnasta femenina més condecorada del campionat, empatada amb Anguelina Mélnikova de Rússia. Va ser la primera gimnasta francesa en guanyar tres medalles en un únic Campionat d'Europa.
Al juny, de Jesus dos Santos va guanyar el seu tercer títol francès consecutiu i va guanyar els títols de barres asimètriques i exercici de terra. El 3 de setembre, va ser nomenada a l'equip per competir al Campionat del Món a Stuttgart, Alemanya, al costat de Lorette Charpy, Marine Boyer, Coline Devillard i Aline Friess. Més tard aquell mes va competir a la Copa Challenge de París on va guanyar l'or en barres asimètriques i va quedar setena a la barra d'equilibri. Després, durant la ronda de classificació al Campionat del Món, va dirigir l'equip francès per classificar-se per a la final per equips en quart lloc darrere dels Estats Units, la Xina i Rússia. Individualment, es va classificar per a la final de l'exercici complet en tercer lloc darrere de Simone Biles i Sunisa Lee dels Estats Units, la final de la barra d'equilibri en sisè lloc i la final de terra en cinquè lloc. A la final per equips, de Jesus dos Santos va aportar un total de 55.498 per ajudar França a acabar en la cinquena posició. Aquest resultat va classificar França per a un lloc per equips als Jocs Olímpics de 2020. A la final, va caure de les barres asimètriques dues vegades i va acabar en vintena posició. A les finals d'aparells, també va quedar fora del podi, col·locant-se cinquena a la barra i cinquè també a terra. Va ser guardonada amb el Longines Prize for Elegance al costat de l'americà Sam Mikulak.

### 2020-21
Al febrer, es va anunciar que de Jesus dos Santos representaria França a la Copa del Món de Tòquio 2020. Tanmateix, l'esdeveniment es va cancel·lar a causa de la pandèmia de la COVID-19 al Japó. No va prendre part en cap competició internacional el 2020.
De Jesus dos Santos va competir al Campionat d'Europa del 2021 a Basilea. Durant la fase de classificació, només va competir a les barres asimètriques, on va caure, i a la barra d'equilibri, on es va classificar per a la final de la prova. En la final de l'aparell, va guanyar l'or, convertint-se així en la primera campiona d'Europa francesa a la barra d'equilibri. Després, al FIT Challenge, va ajudar França a guanyar la medalla d'or per equips, i va guanyar la medalla d'or a l'exercici complet i la medalla de plata de barres asimètriques darrere de Nina Derwael.
El 14 de juny, de Jesus dos Santos va ser seleccionada per representar França als Jocs Olímpics d'estiu de 2020 al costat de Marine Boyer, Aline Friess i Carolann Héduit. Als Jocs Olímpics, de Jesus dos Santos va ajudar França a classificar-se per a la final per equips on van quedar sisenes. També va quedar onzena a la final amb una puntuació total de 53.698. De Jesus dos Santos va ser inicialment la primera reserva per a la final de barres asimètriques, però va ser convocada per competir a la final després que Simone Biles es retirés. Va acabar sisena a la final amb una puntuació de 14.033.
Després dels Jocs Olímpics, de Jesus dos Santos es va unir a la gira Gold Over America Tour de Biles.

### 2022
A l'abril, de Jesus dos Santos es va traslladar a Houston per entrenar al World Champions Center, el mateix gimnàs que Simone Biles, amb els entrenadors Cécile i Laurent Landi. A l'octubre de Jesus dos Santos va ser nomenada a l'equip per competir al Campionat del Món de Liverpool al costat de Marine Boyer, Coline Devillard, Aline Friess i Carolann Héduit.

## Història competitiva

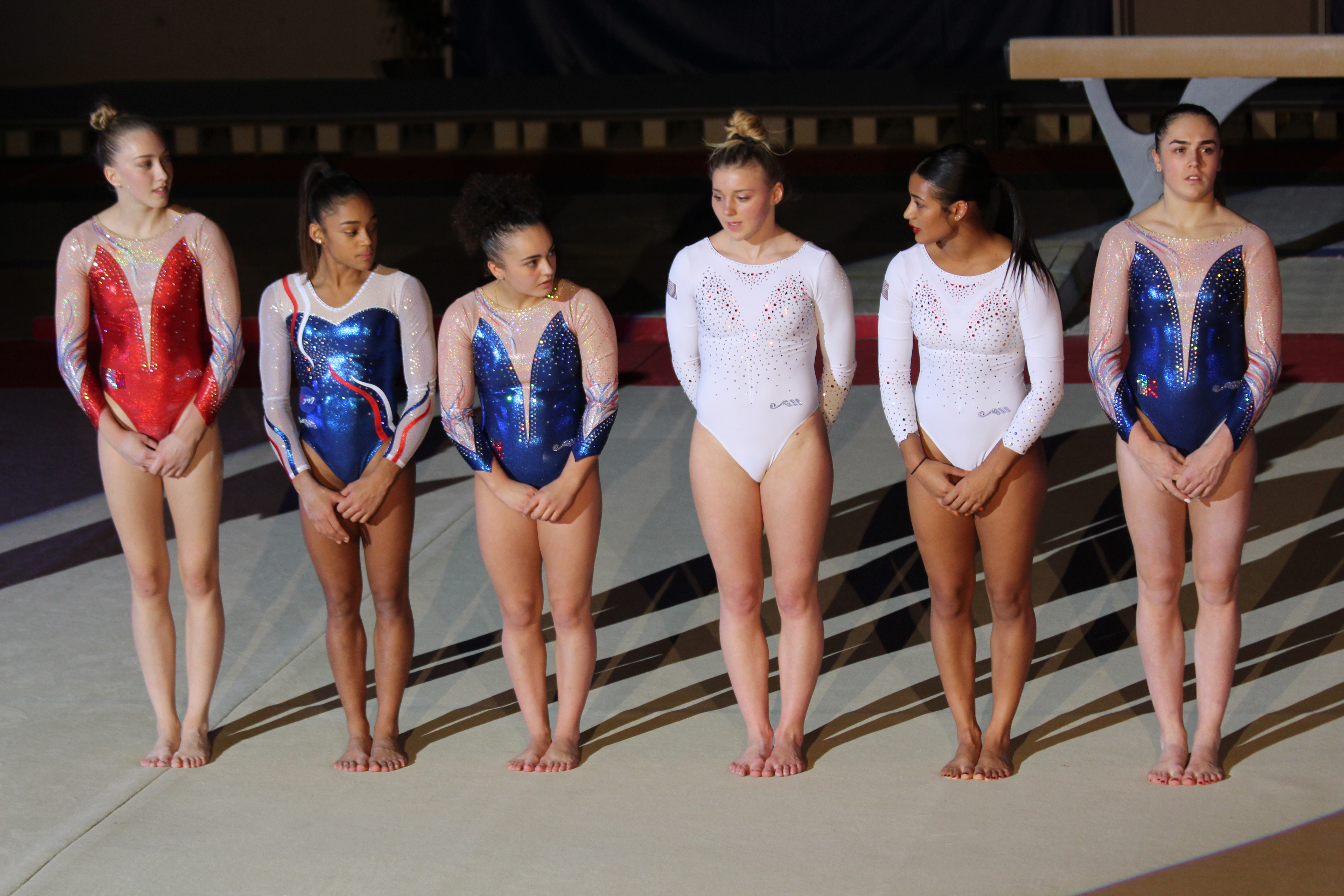
de Jesus dos Santos (segona des de l'esquerra) al Sainté Gym Show 2018 al costat de les companyes franceses

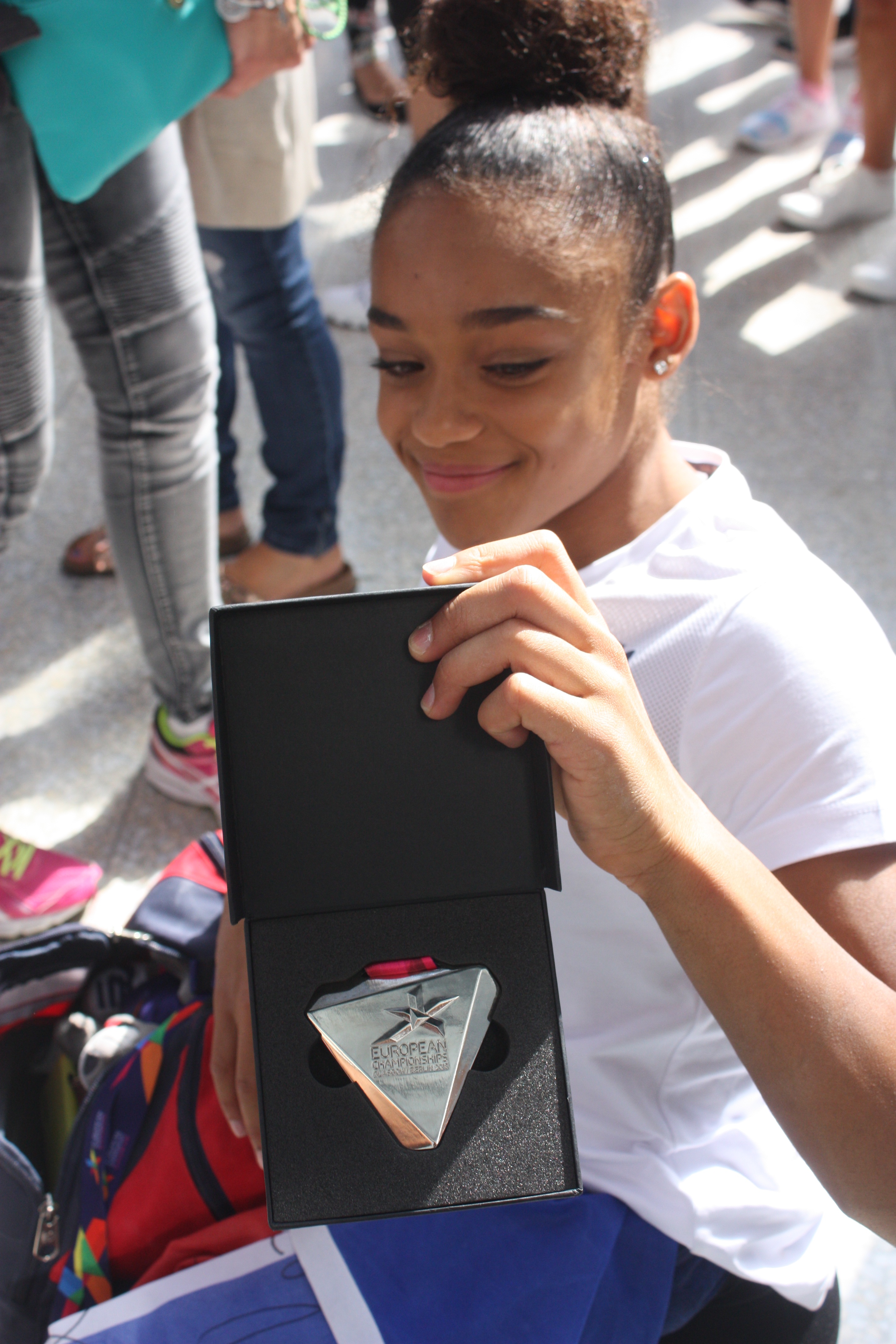
De Jesus dos Santos amb la seva medalla de plata per equip del Campionat d'Europa de 2018

| Any                | Esdeveniment                            | Equip  | AA     | VT     | UB     | BB     | FX     |
| Júnior             | Júnior                                  | Júnior | Júnior | Júnior | Júnior | Júnior | Júnior |
| ------------------ | --------------------------------------- | ------ | ------ | ------ | ------ | ------ | ------ |
| 2015               | Campionat francès                       |        | 2      |        | 5      |        | 5      |
| 2015               | FIT Challenge                           | 4      | 4      |        |        |        |        |
| 2015               | Festival Olímpic de la Joventut Europea | 6      |        |        |        |        |        |
| Sènior             |                                         |        |        |        |        |        |        |
| 2016               | Campionat francès                       |        | 4      |        |        | 4      | 4      |
| 2016               | FRA-ROU Friendly                        | 1      | 1      |        |        |        |        |
| 2016               | Memorial Joaquim Blume                  |        | 2      |        |        |        |        |
| 2016               | Élite Gym Massilia                      | 2      | 3      |        | 4      | 1      |        |
| 2017               | American Cup                            |        | 3      |        |        |        |        |
| 2017               | Trofeu Ciutat de Jesolo                 | 4      | 9      |        | 8      | 4      |        |
| 2017               | Campionat d'Europa                      |        | 3      |        | 8      |        |        |
| 2017               | Campionat francès                       |        | 1      |        | 5      | 2      |        |
| 2017               | Paris World Challenge Cup               |        |        |        | 2      | 4      | 7      |
| 2017               | Campionat del món                       |        | 5      |        | R2     | R1     |        |
| 2017               | Élite Gym Massilia                      | 1      | 2      |        | 1      |        | 4      |
| 2017               | Toyota International                    |        |        |        | 1      | 2      |        |
| 2018               | Doha World Cup                          |        |        |        | 3      | 1      |        |
| 2018               | Tokyo World Cup                         |        | 3      |        |        |        |        |
| 2018               | Campionat francès                       |        | 1      |        | 1      | 6      | 1      |
| 2018               | Sainté Gym Cup                          | 1      | 1      |        |        |        |        |
| 2018               | Campionat d'Europa                      | 2      |        |        |        | 4      | 1      |
| 2018               | Paris World Challenge Cup               |        |        |        | 8      |        | 1      |
| 2018               | Campionat d'Europa                      | 5      | 6      |        |        |        | 6      |
| 2018               | Swiss Cup                               | 9      |        |        |        |        |        |
| 2019               | EnBW DTB-Pokal Team Cup                 | 4      |        |        |        |        |        |
| 2019               | Campionat d'Europa                      |        | 1      |        | 7      | 2      | 1      |
| 2019               | Campionat francès                       |        | 1      |        | 6      | 1      | 1      |
| 2019               | Paris World Challenge Cup               |        |        |        | 1      | 7      |        |
| 2019               | Campionat del món                       | 5      | 20     |        |        | 5      | 5      |
| 2021               |                                         |        |        |        |        |        |        |
| Campionat d'Europa |                                         |        |        |        | 1      |        |        |
| FIT Challenge      | 1                                       | 1      |        | 2      |        |        |        |
| Olympic Games      | 6                                       | 11     |        | 6      |        |        |        |
| 2022               | Paris Challenge Cup                     |        |        |        |        | 6      |        |
| 2022               | Campionat del món                       | 8      | WD     |        | R1     |        |        |
| 2023               | Campionat francès                       |        |        |        | 1      | 3      |        |
| 2023               | Paris Challenge Cup                     |        |        |        | 1      |        | 1      |
| 2023               | Campionat del món                       | 3      |        |        |        |        |        |